# Clayton Blackmore
Clayton Graham Blackmore (Neath, 23 september 1964) is een voormalig betaald voetballer uit Wales. Blackmore was een universele vleugelverdediger, doorgaans wel vanaf links, die voor Manchester United en Middlesbrough uitkwam. Hij depanneerde wel vaker als middenvelder. Blackmore speelde 39 interlands in het Welsh voetbalelftal. 

## Clubcarrière

### Manchester United

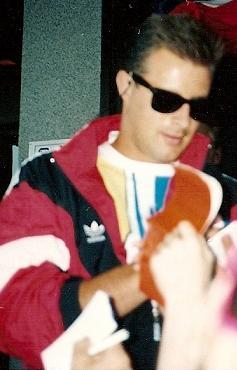
Clayton Blackmore met Manchester United in 1991

In twaalf seizoenen bij Manchester United won Clayton Blackmore verschillende prijzen onder leiding van trainer Sir Alex Ferguson, waaronder het eerste seizoen van de Premier League (1992/93). Hij maakte nog deel uit van de selectie die ook in 1993/94 de Premier League won, maar Blackmore speelde hierbij geen minuut meer. De verdediger speelde van 1982 tot 1994 op Old Trafford en was een jeugdproduct van Manchester United. Blackmore begon in 1978, als veertienjarige, te voetballen bij slapende reus Manchester United. De toen 22-jarige Welshman debuteerde voor The Red Devils onder leiding van "Big" Ron Atkinson. Het competitiedebuut van Blackmore bij Manchester United dateert van 16 mei 1986, een 2–0 uitnederlaag tegen de toenmalige subtopper Nottingham Forest.
Het absolute hoogtepunt van Blackmore bij Manchester United was het winnen van de voormalige Europacup II oftewel de UEFA Beker voor Bekerwinnaars. In de finale van 1991 werd het Spaanse FC Barcelona met Ronald Koeman en trainer Johan Cruijff met 2–1 wandelen gestuurd. Blackmore speelde de volledige finale als linksachter. Hij depanneerde geregeld op andere posities, zoals die van rechtsachter als Paul Parker geblesseerd was of die van buitenspeler wanneer bijvoorbeeld Mike Phelan geschorst was of in de lappenmand lag. Hij mocht feitelijk bestempeld worden als een zogenaamde utility player (Nederlands: letterlijk pechhulp of depanneur) en was rotatiespeler gedurende het laatste stadium van zijn periode bij Manchester United.

### Middlesbrough
In de zomer van 1994 mocht Blackmore de club verlaten. De Welshman verruilde Manchester United voor Middlesbrough. Hij speelde 186 competitiewedstrijden voor The Mancunians, waarin hij 19 doelpunten scoorde. Met de club uit Teesside promoveerde Blackmore in mei 1995 naar de Premier League. De Football League First Division – tegenwoordig Football League Championship – werd namelijk gewonnen. Met Middlesbrough verloor Blackmore in 1997 de finale van de FA Cup tegen Chelsea. Hij was geen eerste keus en verliet de club in 1999, nadat een uitleenbeurt aan Bristol City zijn situatie niet veranderde. Hij speelde 53 competitiewedstrijden voor Boro.

### Terugkeer naar Wales
Blackmore, die 35 jaar oud was op het moment dat Middlesbrough hem in 1999 liet vertrekken, speelde in Engeland nog voor Barnsley, Notts County en Leigh Genesis, maar het leek er op dat de polyvalente Welshman zijn beste tijd achter de rug had. Blackmore onderkende dat en keerde daarop terug naar Wales, waar hij op zijn 'oude dag' als voetballer nog een eervolle periode beleefde bij de profclub Bangor City. Tot zijn 42ste speelde hij ruim 150 wedstrijden voor de club, van 2000 tot 2006. 
Een 43-jarige Blackmore speelde gedurende het seizoen 2006/07 nog eens 18 wedstrijden voor het Welshe Porthmadog als speler-trainer. Hij scoorde vier doelpunten. In 2010 beëindigde een dan 46-jarige Blackmore zijn lange carrière als voetballer als amateur bij de lokale club Neath Athletic uit zijn geboortestad Neath.
Op 3 september 2018 werd Blackmore opgenomen in de technische staf van de Wit-Russische club Dinamo Brest.

## Erelijst
| Competitie                     |                   |                   |                   |                   |
| Competitie                     | Aantal            | Jaren             |                   |                   |
| Manchester United              | Manchester United | Manchester United | Manchester United | Manchester United |
| ------------------------------ | ----------------- | ----------------- | ----------------- | ----------------- |
| Premier League                 | 2x                | 1992/93, 1993/94  |                   |                   |
| FA Cup                         | 2x                | 1989/90, 1993/94  |                   |                   |
| Football League Cup            | 1x                | 1991/92           |                   |                   |
| FA Charity Shield              | 1x                | 1990              |                   |                   |
| European Cup Winners' Cup      | 1x                | 1990/91           |                   |                   |
| Middlesbrough                  |                   |                   |                   |                   |
| Football League First Division | 1x                | 1994/95           |                   |                   |

## Trivia
- Blackmore heeft nagenoeg elk rugnummer gedragen bij Manchester United doordat hij op vele posities kon ingezet worden. In de tijd van Blackmore kregen spelers nog geen vast rugnummer toebedeeld. In zijn laatste seizoen 1993/94 werden vaste rugnummers door de Premier League ingevoerd. Blackmore kreeg rugnummer 15 toegewezen, maar de Welshman speelde dat seizoen geen minuut.
- Bryan Robson, die zijn trainer was bij Middlesbrough, was jarenlang zijn ploeggenoot bij Manchester United.